# Helmut Kickton
Helmut Kickton (født 28. juni 1956 i Köln) er en tysk organist, dirigent, komponist og editor.
Han studerede kirkemusik ved Robert Schumann Hochschule i Düsseldorf hos Hans-Dieter Möller og Hartmut Schmidt. Siden 1987 har han kantor i Bad Kreuznach.
Han grundlagte i 2002 sin Kantoreiarchiv (virtuelt musikbibliotek).
Han er en multi-instrumentalist – han lærte sig selv at spille orgel, blokfløjte, violin, bratsch, cello, kontrabas, guitar og basun.

## Værker
- Fuge über zwei Kyriethemen für Sequenzer
- Diptychon über „Ave maris stella“ und „Erhalt uns Herr bei deinem Wort“
- Rockludium
- Intrade für 6 Blechbläser über „Veni Creator Spiritus“

## Galleri
- Helmut Kickton
- kreuznacher-diakonie-kantorei (Helmut Kickton kontrabas)
- kreuznacher-diakonie-kantorei
- Basso continuo (guitar)